# Рик Аллисон
Рик Аллисон (настоящее имя — Эрик Влеминкс; родился 17 июля 1964 года в Брюсселе) — канадский автор, певец, композитор бельгийского происхождения.

## Биография
В мае 1990, Рик Аллисон встречает Лару Фабиан (Lara Fabian) в пиано-баре Крещендо в Брюсселе, в котором он на тот момент работал. Он замечает голос певицы, с которой пробудет в отношениях еще несколько лет. Пара записывает вместе первые песни и в 1991-м отправляется в Монреаль, продолжая создавать первый альбом Фабиан. Одноименный альбом, выпущенный в 1991-м, становится платиновым.
Аллисон также выпускает второй и третий альбом певицы, Carpe Diem и Pure в 1994-м, с большим успехом он также участвует в создании англоязычного альбома певицы в 2000-м и франкоязычного альбома Nue в 2002-м.
Для песенного конкурса Евровидение в 2002-м году, Рик Аллисон пишет, совместно с Патриком Брюэлем (Patrick Bruel), песню для конкурсантки от Франции, Сандрин Франсуа (Sandrine François) под названием Il faut du temps. В том же году выходит альбом À la vie, à la mort  Джонни Холлидея (Johnny Hallyday), к которому Рик написал три песни, включая сингл Pense à moi.
В 2003, он празднует еще один большой успех в продюсировании  первого альбома Шимен Бади (Chimene Badi), под названием Entre Nous, в то же время песня одноименная песня занимает первое место в музыкальном рейтинге Франции. В последующие годы он работает с другими французскими певицами такими, как Nolwenn Leroy (Inévitablement 2003), Julie Zenatti (L'Àge que j'ai 2004), и Élodie Frégé (Moins de moi 2004).
В 2004 Рик Аллисон и Лара Фабиан прекращают сотрудничество. В том же году он сопутствует пяти песням в успешном альбоме Шимен Бади Dis-moi que tu m'aime и работает над La vie, la mort etc. и J'aurais voulou t'aimer к альбому Du Plaisir  артиста Michel Sardou.
В то же время, он работает с многими другими исполнителями такими, как Gino Quilico, Vincent Niclo, Mare-André Fortin, Suzie Villeneuve, и Magalie Vaé, для которой он продюсирует альбом Magalie в 2006-м.
В результате, он работает над развитием пространства Espace Dell'arte, в котором за пять лет он продюсирует 1,500 спектаклей разного масштаба, стиля и направления. Рик продает концертный зал, студии записи и визуальные пространства в 2010.
С 2012 года и по сей день, он сотрудничает с несколькими проектами (смотреть список) и также посвящает время своему мюзиклу.
На сегодня, Рик Аллисон достиг более 25 миллионов проданных альбомов и 150 мировых наград.

## Произведения
. 1991: Выход одноименного альбома Лары Фабиан, написанного Аллисоном, включая сингл Qui pense à l'amour?
. 1993: Выход Écris moi и Quelle heure est-il в Монреале исполнительницы Nancy Martinez
. 1995: Альбом Carpe Diem Лары Фабиан, выпущен Риком Аллисоном
. 1996: Альбом Pure Лары Фабиан, выпущен Аллисоном, включая синглы Tout, Humana, Je t'aime и La differénce
. 1998: Альбом Prends-moi Патрика Фьери, выпущен Риком Аллисоном, включая синглы Elle est и J'ai ai mis du temps
. 1999: Сингл De la peau Санди Валентино, написанный с Ларой Фабиан
. 1999: Альбом Lara Fabian Live
. 1999: Альбом Chaque feu Рока Вузина, включая сингл Et si
. 2001: Альбом Nue Лары Фабиан, выпущен Аллисоном, включая синглы J'y crois encore, Immortelle, Aimer déjà и Tu es mon autre
. 2001: Дуэт Et maintenant между Ларой Фабиан и Флоран Паньи в его втором последнем альбоме
. 2002: Написание музыки на песню Il faut du temps для певицы Сандрин Франсуа и сотрудничество с Патриком Брюэль (для конкурсантки от Франции на песенном конкурсе Евровидение)
. 2002: Сингл Le jour J исполнителя Thibaut Durand
. 2002: Шесть песен в альбоме Ange et étrange Элисы Товати  и написание музыки для сингла J'avance (в сотрудничестве с Пьером Рубэном)
. 2002: Три песни в альбоме À la vie, à la mort Джонни Халлидея, включая сингл Pense à moi
. 2003: Сингл Quelque chose pour quelqu'un  исполнителя Дамиэна Сарге
. 2003: Альбом Entre nous Шимен Бади, включая синглы Entre nous и Si j'avais su t'aimer
. 2003: Песня Inévitablement для Нольвенн Леруа в ее альбоме Nolwenn
. 2003: Собственный альбом Рика Аллисона Je suis un autre
. 2004: Песня Moins de toi Элоди Фреж в одноименном альбоме
. 2004: Пять песен в альбоме A Wonderful Life  Лары Фабиан
. 2004: Песня L'âge que j'ai Жюли Зенатти в ее альбоме Comme vous
. 2004: Песня Dis-moi pourquoi Адре де Монтань в его альбоме Audrey
. 2004: Песни La vie, la mort, etc. и J'aurais voulu t'aimer Мишель Сарду в его альбоме Du plaisir
. 2004: Пять песен в альбоме Шимен Бади Dis-moi que tu m'aimes
. 2004: Альбом Un jour, une nuit Джино Куилико
. 2005: Песни En toi и Si te parle de moi в альбоме Мари Шанталь Тупин - Non négociable
. 2006: Альбом Magalie Магали Ваэ
. 2006: Десять песен в альбоме Венсана Никло Un nom sur mon visageà
. 2006: Песня Je reviens sur terre в альбоме Mon coeur est pomme Арианы Гутье
. 2007: Песня Je demands à la vie в одноименном альбоме Марка-Андрэ Фортана
. 2008: Восемь песен в одноименном альбоме Suzie Villeneuve
. 2010: Рик выпускает альбом Винченцо Тома Hit's Amore и также записывает клип "Careless Whisper"
. 2012: Его альбом "De l'intérieur" включает в себя очень интимные для Рика композиции
. 2014: Он пишет текст песни "Le vent et le cri" на музыку Ennio Morricone ,интерпритированую Ромина Ареной
. 2015: Продюсирует и пишет альбом Лолы Даргенти, в сотрудничестве с ней. В то же время песня "La libertad"
. 2015: Продюсирует сингл  "Eres mi reine"  певицы
. 2016: Продюсирует и пишет два произведения для Мари Шанталь Тупин "Merci" и "Derrière soi"
. 2017: Альбом "Una Via" группы из Корсики IMessageri в Бастии в студии, которую Рик организовал в доме, в котором остановился на момент записи
. 2017: Продюсирует и пишет альбом итальяно-бельгийского исполнителя Фвбрицио Зева
. 2017: Присоединяется к написанию мюзикла "RISE", в сотрудничестве с Тьерри Сфорса
. 2018: Песня, написанная с Дидье Гольманас, "L'âge que j'ai"  представлена в альбоме Петулы Кларк
. 2018: Рик выпускает песню "Comme une evidence" в исполнении дуэта Линда Лемай и
. 2018: Продюсирует 4 песни для нового альбома Ginette Reno
Сотрудничество:
Eddy Marnay, Patrick Bruel, Daniel Seff, Richard Seff, Patrice Guirao, Lara Fabian, Vincenzo Thoma, Frederick Baron, Sandrine Roy, Simona Peron, Davide Esposito, Didier Golemanas, Lola Dargenti, Luc Plamondon, Zoé Gilbert, Johnny Hallyday, Chimène Badi, Nolwen Leroy, Florent Pagny, Francis Cabrel, JJ Goldman, Roch Voisine, Maurane, Lionel Florence, Thierry Sforza, Steve Marin и многие другие...
Walter Afanasieff , David Foster, Anders Bagge, Wayne hector, Gary Barlow, Eliot kennedy, John Bettis, Richard Marx, Bruce Roberts, Bruce Gaitsh, Tim Woodcock, Ennio Morricone, Phil Galdston, Tinatin Japaridze, Christopher Neil, Amy Sky, Dave Pickell, Stan Meissner, Sturken and Rogers, Bob Ezrin, Il Divo, Charlie Midnight.